# Patron (Rzym)
Patron (łac. patronus od pater „ojciec”) – określenie używane w starożytnym Rzymie wobec patrycjusza, sprawującego opiekę nad klientami lub wyzwolonymi niewolnikami. Patron był zobowiązany do opieki nad klientem (Ustawa XII Tablic groziła śmiercią patronowi za zlekceważenie obowiązków), ten zaś – do posłuszeństwa wobec patrona. Status ten był dziedziczny.